# Сладкое (озеро, Костанайская область)
Сладкое — озеро в Узункольском районе Костанайской области Казахстана. Находится в 3 км к западу от села Евгеньевка и в 5 км к востоку от Суворово.
По данным топографической съёмки 1959 года, площадь поверхности озера составляет 10,73 км². Наибольшая длина озера — 5,9 км, наибольшая ширина — 3 км. Длина береговой линии составляет 18,4 км, развитие береговой линии — 1,57. Озеро расположено на высоте 157 м над уровнем моря.